# Tenpa Jamyang
Tenpa Jamyang (tibétain : བསྟན་པ་འཇམ་དབྱངས་, Wylie : bstan pa 'jam dbyangs 1888 - 1944) est un homme politique tibétain. Il est Kalön du Kashag de 1939 à 1944.